# Aeroportul Ovda

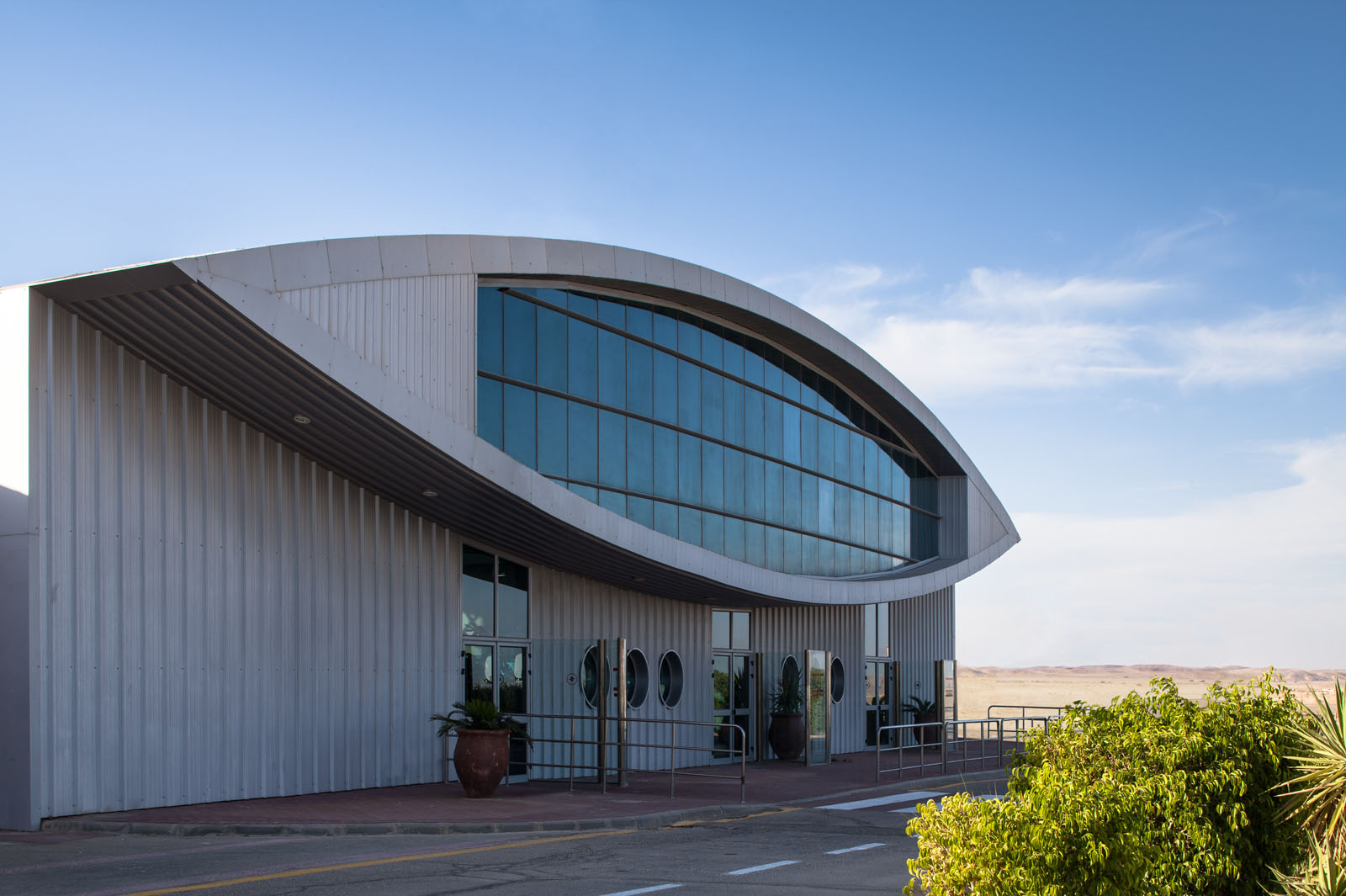
Aeroportul Ovda, terminalul plecărilor, proiectat de Tzvi Moisescu

Aeroportul Ovdá (în ebraică:נמל התועופה עובדה Nemal Hateufá Ovdá, în arabă:مطار عوفدا) (IATA: VDA, ICAO: LLOV) este un aeroport militar în Israel, localizat în deșert, în sudul țării, la circa 65 km nord de orașul Eilat. A fost temporar și aeroport internațional până la deschiderea în 2019 a Aeroportului Internațional Ilan Ramon din Timna.  
Ovdá a fost construit inițial ca aeroport militar în anul 1980 ca urmare a retragerii Israelului din peninsula Sinai conform clauzelor tratatului de pace dintre Israel și Egipt, când aviația militară israeliană necesita aerodromuri alternative celor din bazele sale din Sinai. Din 2019 si-a reluat functia de aeroport militar și bază a aviației militare israeliene.
Între anii 1982-2019 aeroportul Ovda a servit ca destinație multor zboruri comerciale spre portul Eilat, mai ales pentru avioane mari care nu puteau utiliza pistele scurte al aeroportului Eilat. Era vorba mai ales de zboruri charter dinspre Europa și fosta URSS  și zboruri regulate care îl lega de Tel Aviv și Haifa.
| anul | numărul de pasageri | numărul de avioane |
| ---- | ------------------- | ------------------ |
| 2009 | 104.340             | 1474               |
| 2010 | 124.316             | 1370               |
| 2011 | 139.353             | 1466               |
| 2012 | 118.732             | 1006               |
| 2013 | 121.395             | 1074               |
| 2014 | 94.585              | 821                |
| 2016 | 128.595             | 1009               |
| 2017 | 209.515             | 1631               |

Aeroportul are două piste paralele de aterizare: unul lung de 2600 metri si celălalt de 3000 metri. 